# Carabus amplipennis pseudosteuarti
Carabus amplipennis pseudosteuarti é uma subespécie de insetos coleópteros pertencente à família Carabidae.
A autoridade científica da subespécie é Vacher de Lapouge, tendo sido descrita no ano de 1924.
Trata-se de uma subespécie presente no território português.